# Luigi Pogliana
Luigi Pogliana (Legnano, provincia de Milán, Italia, 25 de enero de 1945) es un exfutbolista italiano. Se desempeñaba como defensa lateral.

## Trayectoria
Se formó en las categorías inferiores del club de su ciudad natal, el Legnano, debutando en el primer equipo en 1962. En 1965 fichó por el Novara, donde quedó por dos temporadas.
En 1967 fue transapasado al Napoli, del que fue defensa lateral por once años consecutivos, coronándose campeón de la Copa Italia 1975-76. Con un total de 263 partidos y 6 goles, está entre los jugadores con más presencias en la historia del conjunto partenopeo. Concluyó su carrera con 33 años de edad, en 1977.

## Clubes
| Club          | País   | Año         |
| ------------- | ------ | ----------- |
| AC Legnano    | Italia | 1962 - 1965 |
| Novara Calcio | Italia | 1965 - 1967 |
| SSC Napoli    | Italia | 1967 - 1977 |

## Palmarés

### Campeonatos nacionales
| Título         | Club       | País   | Año         |
| -------------- | ---------- | ------ | ----------- |
| Copa de Italia | SSC Napoli | Italia | 1975 - 1976 |